# Magnus Landin Jacobsen
Magnus Landin Jacobsen, född 20 augusti 1995 i Søborg i Gladsaxe kommun, är en dansk handbollsspelare, som spelar för THW Kiel och det danska landslaget. Han är högerhänt och spelar som vänstersexa men spelade i yngre år vänsternia. 

## Klubbkarriär
2013 skrev Landin på för Nordsjælland Håndbold efter att ha spelat för Hellerups IK. Han skrev senare  på ett tvåårskontrakt med KIF Kolding København från säsongen 2014/2015. Han vann danska mästerskapet under sin första säsong med KIF Kolding København. Sedan sommaren 2018 spelar han för den tyska Bundesliga-klubben THW Kiel. Han har tagit två tyska ligatitlar med klubben 2020 och 2021.

## Landslagskarriär
2013 var Magnus Landin med och säkrade det danska U18-landslagets VM seger. Vid U19-VM i Brasilien 2015 var han med om att vinna silvermedaljen i mästerskapet.
Magnus Landin debuterade för det danska landslaget den 10 juni 2015 mot Litauen och gjorde fyra mål, varav ett i kontring efter en passning från storebror Niklas. I VM debuterade han 2017 och EM-debuten 2018. Tillsammans med landslaget har han vunnit handbolls-VM 2019 i Tyskland/Danmark och handbolls-VM 2021 i Egypten. Han var med i Danmarks silverlag i OS 2020.

## Meriter
Med klubblag
- Champions League-mästare 2020 med THW Kiel
- EHF European League-mästare 2019 med THW Kiel
- Tysk mästare tre gånger: 2020, 2021 och 2023 med THW Kiel
- Tysk cupmästare två gånger: 2019 och 2022 med THW Kiel
- Tysk Supercupmästare fyra gånger: 2020, 2021, 2022 och 2023 med THW Kiel
- Dansk mästare 2015 med KIF Kolding København

Med landslag
- VM 2019 i Tyskland/Danmark:
- VM 2021 i Egypten:
- VM 2023 i Sverige/Polen:
- OS 2020 i Tokyo:
- EM 2024 i Tyskland:
- EM 2022 i Ungern/Slovakien:
- U19-VM 2013 i Ungern:
- U21-VM 2015 i Brasilien:

## Privatliv
Magnus är yngre bror till handbollsmålvakten Niklas Landin Jacobsen.